# Kantatayita

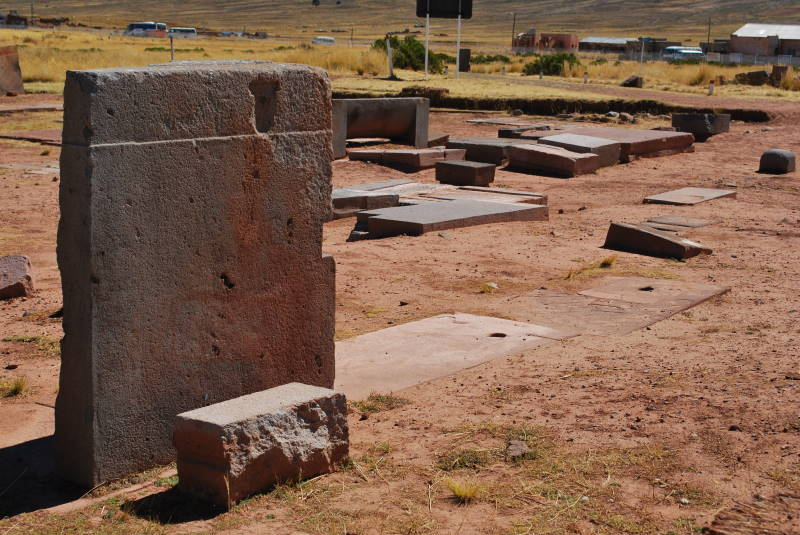
Ruinen von Kantatayita mit Steinplatten auf denen geometrische Umrisse zu sehen sind; im Hintergrund die elliptische Rückseite des Kantatayita-Architravs

Kantatayita (auch Kantatallita oder Khantatallita) ist ein Areal der Ruinenstätte Tiwanaku in Bolivien. Über Kantatayita wurde erst wenig systematische Forschungsarbeit veröffentlicht.

## Name
Zur Herkunft des Namens „Kantatayita“ gibt es widersprüchliche Aussagen. Laut den Architekturhistorikern Jean-Pierre Protzen und Stella Nair wurde der Name Kantatayita durch Arthur Posnansky eingeführt. Alfons Stübel und Max Uhle dagegen geben an, dass der Aymara-Name ‚Cantata-allita‘ laut einer „Originalnotiz“ auf Spanisch übersetzt „Canteada Escavacion“ (kantige Ausgrabung) bedeutet. Dagegen geben der Archäologe Alexei Vranich und der Anthropologe Scott C. Smith an, dass „Kantatallita“ auf Aymara „Ort, wo die Sonne aufgeht“ bedeutet.

## Beschreibung
Kantatayita ist ein Sektor der Ruinenstätte Tiwanaku, der einst Gebäude besessen hat, die Putunis Gebäuden ähnelten. In der Landschaft liegen große Steinquader, die teilweise im Erdreich versunken sind. Ein Großteil dieser Struktur ist noch nicht ausgegraben.

## „Modellstein“

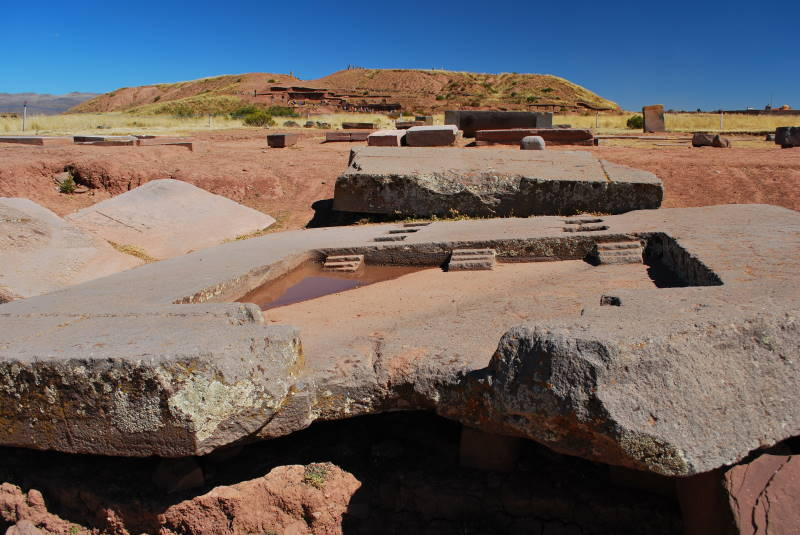
Modellstein

Im Kantatayita-Areal findet sich der sogenannte „Modellstein“. Es handelt sich wahrscheinlich um ein Miniatur-Architekturmodell einer Plattform bei Tiwanaku, das aus einem Monolithblock gearbeitet wurde. Einige Autoren nehmen an, dass es sich um ein Miniaturmodell von Kalasasaya handelt. Torres de Kulljis verwendete bei seiner Rekonstruktion von Kalasasaya den „Modellstein“. Sowohl Kalasasaya als auch der Modellstein haben einen Hof mit einem direkten Zugang von Osten, der Hof ist an drei Seiten von einer höheren Plattform umgeben, die über mehrere Treppen von einem versunkenen Hof aus erreichbar ist. Nach dem Archäologen Alexei Vranich scheint der „Modellstein“ eine „ausgearbeitete Darstellung einer Tempelanlage zu sein“ ([…] appears to be an elaborate representation of a temple).

## Kantatayita-Architrav
Im Kantatayita-Areal wurde ein großer aufwendig gestalter Architrav gefunden. Der Architrav weist eine elliptische Rückseite auf, die nach Ansicht von Architekten „die Fähigkeiten eines jeden Steinmetzes heute herausforden würde“. Der Kantatayita-Architrav zeigt mythische fliegende Figuren, die sich aufeinander zubewegen und Stäbe mit Gefangenen in den Händen halten. Sie schwingen jeweils eine Axt und an ihren Körpern hängen Trophäenkopfe.